# Francesco Feo
Francesco Feo (Napoli, 1691 – Napoli, 28 gennaio 1761) è stato un compositore e insegnante italiano, tra i massimi rappresentanti della scuola musicale napoletana.
Il 3 settembre 1704 fu ammesso al Conservatorio della Pietà dei Turchini di Napoli, dove fu studente di Andrea Basso, secondo maestro dell'istituto, e successivamente di Nicola Fago. Tra i compagni di studi ebbe Leonardo Leo e Giuseppe de Majo.
Dopo aver lasciato il Conservatorio nel 1712, il 18 gennaio 1713 debuttò come operista al Teatro San Bartolomeo con L'amor tirannico ossia Zenobia con il libretto di Domenico Lalli e durante il carnevale dell'anno seguente presentò il dramma sacro Il martirio di Santa Caterina. Negli anni successivi ottenne diversi riconoscimenti per i suoi numerosi lavori sacri eseguiti e per le varie arie e recitativi che egli componeva per le opere di altri compositori. Nel 1719 fu la commedia La forza della virtù e nel 1720 l'opera seria Teuzzone, ma il suo primo grandioso successo l'ebbe con il Siface re di Numidia, dato al San Bartolomeo nel maggio del 1723, il quale libretto fu il primo lavoro scritto dal giovane Pietro Metastasio.
Nello stesso anno fu nominato primo maestro del Conservatorio di Sant'Onofrio a Porta Capuana, succedendo a Nicola Grillo. Durante i sedici anni di insegnamento in questo istituto diventò uno dei maggiori maestri napoletani del suo tempo; durante la sua attività didattica fu assistito da Ignazio Prota e tra i suoi allievi ebbe Nicola Sabiatino, Nicolò Jommelli e Gennaro Manna (suo nipote).
Nel 1739 lasciò la direzione di Sant'Onofrio a Leonardo Leo per diventare primo maestro del Conservatorio dei Poveri di Gesù Cristo. In questa scuola, assistito da Alfonso Caggi prima e da Girolamo Abos poi, prestò servizio fino al 1743, anno in cui il conservatorio fu chiuso. Tra i suoi discenti si ricorda soprattutto Giacomo Insanguine.
Decise quindi di ritirarsi dall'attività pedagogistica e di dedicarsi esclusivamente alla composizione di musica sacra. Tuttavia continuò a prestare servizio per le chiese napoletane, come l'Annunziata, della quale era maestro di cappella dal 1726.

## Considerazioni sull'artista

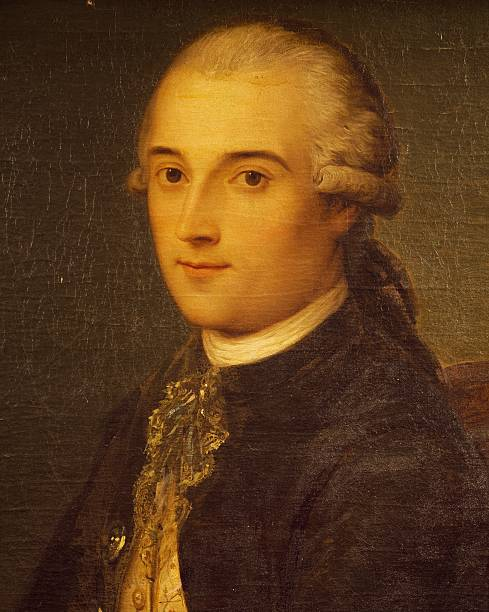
Francesco Feo, giovane

Nella sua attività operistica egli si mosse in linea con gli altri compositori napoletani coevi, ossia dando nelle arie molta importanza alla voce e usando l'orchestra prevalentemente come supporto. L'orchestra e i cori sono omofoni e gli accompagnati occupano un ruolo meno importante.
Negli anni fecondi della sua maturazione artistica, Feo presentò al pubblico romano una sua pregevole opera seria, Andromaca, su libretto di Apostolo Zeno. Dedicato al cardinale Niccolò Coscia, questo dramma per musica andò in scena al Teatro Valle di Roma la sera del 5 febbraio 1730. 
In Andromaca, che mostra una fusione fra i mezzi espressivi tradizionali e le nuove tendenze che saranno proprie dello stile galante, cantarono alcuni celebri interpreti: Cristofaro Raparini, Virtuoso del cardinale Pietro Ottoboni, Domenico Gizzi, Musico della Real Cappella di Napoli e Domenico Annibali, Virtuoso del Re di Polonia.
Le composizioni sacre di Feo, che superano in quantità i suoi lavori profani, comprendono messe, vespri, salmi, cantate sacre, dialoghi, lezioni, lamentazioni, passioni, litanie e oratori. In questo ambito egli fu erede del suo insegnante Nicola Fago: in questi lavori la propria maestria contrappuntistica si combina con l'espressiva e leggera melodia tipica dell'Italia meridionale.
Come compositore fu molto apprezzato, anche dopo la sua morte. Charles Burney elogiava i suoi lavori e Johann Friedrich Reichardt considerò Feo uno dei più grandi compositori italiani di musica sacra e lo collocò perfino allo stesso livello di Johann Sebastian Bach e Georg Friedrich Händel.

## Composizioni

### Opere
- L'amor tirannico, ossia Zenobia (dramma per musica, libretto di Domenico Lalli, 1713, Napoli)
- La forza della virtù (commedia per musica, libretto di Francesco Antonio Tullio, 1719, Napoli)
- Teuzzone (dramma, libretto di Apostolo Zeno, 1720, Napoli)
- Siface, re di Numidia (dramma, libretto di Pietro Metastasio, basato su La forza della virtù di D. David, 1723, Napoli)
- Don Chisciotte della Mancha e Coriandolo speciale (intermezzo, 1726, Roma)
- Ipermestra (opera seria, libretto di Antonio Salvi, 1728, Roma)
- Arianna (Arianna e Teseo) (opera seria, libretto di Pietro Pariati, 1728, Torino)
- Il Tamese (Arsilda Regina di Ponto) (opera seria, libretto di Domenico Lalli, 1729, Napoli)
- Andromaca (opera seria, libretto di Apostolo Zeno, 1730, Roma)
- L'Issipile (opera seria, libretto di Pietro Metastasio, 1733, Torino)
- Oreste (serenata per 5 voci, 1738, Madrid)
- Polinice (serenata per 5 voci, 138, Madrid)
- Arsace (opera seria, libretto di Antonio Salvi, 1740, per l'inaugurazione del Nuovo Teatro Regio di Torino) diretta da Giovanni Battista Somis con Giovanni Carestini "Cusanino" ed Angelo Amorevoli.